# Монастырь Святых Петра и Павла (Ландсхут)
Францисканский монастырь Святых Апостолов Петра и Павла (нем. Franziskanerkloster zu den Heiligen Aposteln Sankt Peter und Paul) — бывший монастырь ордена францисканцев, располагавшийся в одноименном районе баварского города Ландсхут (Нижняя Бавария) и относившийся к архиепархии Мюнхена и Фрайзинга. Был основан в 1280 году и распущен в 1802 — в результате секуляризации, проходившей в те годы в Баварском курфюршестве.